# Мужская Лига чемпионов ЕКВ 2014/2015
15-й розыгрыш мужской Лиги чемпионов ЕКВ (56-й с учётом Кубка европейских чемпионов) проходил с 4 ноября 2014 по 25 марта 2015 года с участием 28 клубных команд из 16 стран-членов Европейской конфедерации волейбола. Победителем турнира в 3-й раз в своей истории стала российская команда «Зенит» (Казань).

## Система квалификации
25 мест в Лиге чемпионов 2014/2015 были распределены по рейтингу ЕКВ на 2014 год, учитывающему результаты выступлений клубных команд стран-членов ЕКВ в еврокубках на протяжении трёх сезонов (2010/20011—2012/2013). Согласно нему места в Лиге получили клубы из 15 стран: Италия, Польша (по 3 команды), Россия, Турция, Бельгия, Германия, Франция (все по 2), Греция, Австрия, Румыния, Сербия, Словения, Испания, Болгария, Чехия и Черногория (по 1 команде). Ещё 3 места должны были быть распределены по спецприглашению ЕКВ (wildcard). После отказа от участия в Лиге клуба из Сербии  число вакансий выросло до четырёх. Эти места получили Россия, Бельгия, Австрия и Швейцария.

## Команды-участницы
| Страна     | Команда                               |                                     |
| ---------- | ------------------------------------- | ----------------------------------- |
| Италия     | «Кучина-Лубе» (Трея)                  | Чемпион Италии 2014                 |
| Италия     | «Умбрия» (Перуджа)                    | 2-й призёр чемпионата Италии 2014   |
| Италия     | «Копра» (Пьяченца)                    | 3-й призёр чемпионата Италии 2014   |
| Польша     | «Скра» (Белхатув)                     | Чемпион Польши 2014                 |
| Польша     | «Ресовия» (Жешув)                     | 2-й призёр чемпионата Польши 2014   |
| Польша     | «Ястшембски Венгель» (Ястшембе-Здруй) | 3-й призёр чемпионата Польши 2014   |
| Россия     | «Зенит» (Казань)                      | Чемпион России 2014                 |
| Россия     | «Локомотив» (Новосибирск)             | 2-й призёр чемпионата России 2014   |
| Россия     | «Белогорье» (Белгород)                | 3-й призёр чемпионата России 2014   |
| Турция     | «Халкбанк» (Анкара)                   | Чемпион Турции 2014                 |
| Турция     | «Фенербахче» (Стамбул)                | 2-й призёр чемпионата Турции 2014   |
| Бельгия    | «Кнак» (Руселаре)                     | Чемпион Бельгии 2014                |
| Бельгия    | «Прекура» (Антверпен)                 | 2-й призёр чемпионата Бельгии 2014  |
| Бельгия    | «Нолико» (Маасейк)                    | 3-й призёр чемпионата Бельгии 2014  |
| Германия   | «Берлин Рециклинг» (Берлин)           | Чемпион Германии 2014               |
| Германия   | «Фридрихсхафен» (Фридрихсхафен)       | 2-й призёр чемпионата Германии 2014 |
| Франция    | «Тур» (Тур)                           | Чемпион Франции 2014                |
| Франция    | «Пари Воллей» (Париж)                 | 2-й призёр чемпионата Франции 2014  |
| Греция     | «Олимпиакос» (Пирей)                  | Чемпион Греции 2014                 |
| Австрия    | «Хипо Тироль» (Инсбрук)               | Чемпион Австрии 2014                |
| Австрия    | «Посойильница» (Блайбург)             | 2-й призёр чемпионата Австрии 2014  |
| Румыния    | «Томис» (Констанца)                   | Чемпион Румынии 2014                |
| Словения   | «АКХ Воллей» (Любляна)                | Чемпион Словении 2014               |
| Испания    | «Теруэль» (Теруэль)                   | Чемпион Испании 2014                |
| Болгария   | «Марек-Юнион» (Дупница)               | Чемпион Болгарии 2014               |
| Чехия      | «Йихострой» (Ческе-Будеёвице)         | Чемпион Чехии 2014                  |
| Черногория | «Будванска Ривьера» (Будва)           | Чемпион Черногории 2014             |
| Швейцария  | «Лугано» (Лугано)                     | Чемпион Швейцарии 2014              |

## Система проведения розыгрыша
Соревнования состоят из предварительного этапа, двух раундов плей-офф и финального этапа. На предварительном этапе 28 команд-участниц разбиты на 7 групп. В группах команды играют с разъездами в два круга. Приоритетом при распределении мест в группах является количество побед, затем число набранных очков, соотношение выигранных и проигранных партий, игровых очков и т.д. За победы со счётом 3:0 и 3:1 команды получают по 3 очка, за победы 3:2 — по 2 очка, за поражения 2:3 — по 1 очку, за поражения 0:3 и 1:3 очки не начисляются. В плей-офф выходят лучшие команды из групп и 6 команд из семи, занявших в группах вторые места. Из числа команд, вышедших в плей-офф, выбирается хозяин финального этапа и допускается непосредственно в финальный раунд розыгрыша. 
12 команд-участниц 1/8-финала плей-офф (плей-офф 12) делятся на пары и проводят между собой по два матча с разъездами. Победителем пары выходит команда, одержавшая две победы. В случае равенства побед победителем становится команда, набравшая в рамках двухматчевой серии большее количество очков, система начисления которых аналогична применяемой на предварительном этапе. Если обе команды при этом набрали одинаковое количество очков, то назначается дополнительный («золотой») сет, победивший в котором выходит в 1/4-финала плей-офф.      
6 команд-участниц четвертьфинала плей-офф (плей-офф 6) по такой же системе определяют трёх участников финального этапа, где к ним присоединяется команда-хозяин финала.
Финальный этап проводится в формате «финала четырёх» — полуфинал и два финала (за 3-е и 1-е места).
Жеребьёвка предварительного этапа прошла в Вене 27 июня 2014 года. По её результатам команды распределены на 7 групп.
| Группа A                                                    | Группа B                                                                                    | Группа C                                                                                 | Группа D                                                                  |
| ----------------------------------------------------------- | ------------------------------------------------------------------------------------------- | ---------------------------------------------------------------------------------------- | ------------------------------------------------------------------------- |
| «Копра» Пьяченца «Кнак» Руселаре «Томис» Констанца «Лугано» | «Локомотив» Новосибирск «Ястшембски Венгель» Ястшембе-Здруй «Теруэль» «Марек-Юнион» Дупница | «Ресовия» Жешув «Берлин Рециклинг» берлин «Будванска Ривьера» Будва «АКХ Воллей» Любляна | «Зенит» Казань «Фридрихсхафен» «Олимпиакос» Пирей «Посойильница» Блайбург |

| Группа Е                                                                         | Группа F                                                                              | Группа G                                                  |
| -------------------------------------------------------------------------------- | ------------------------------------------------------------------------------------- | --------------------------------------------------------- |
| «Белогорье» Белгород «Кучине-Лубе» Трея «Пари Воллей» Париж «Фенербахче» Стамбул | «Скра» Белхатув «Прекура» Антверпен «Хипо Тироль» Инсбрук «Йихострой» Ческе-Будеёвице | «Умбрия» Перуджа «Нолико» Маасейк «Тур» «Халкбанк» Анкара |

## Предварительный этап

### Группа А
| М | Команда           | 1       | 2       | 3       | 4       | И | В | П | С/П   | О  |
| - | ----------------- | ------- | ------- | ------- | ------- | - | - | - | ----- | -- |
| 1 | «Томис» Констанца |         | 3:2 2:3 | 3:1 3:2 | 3:0 3:1 | 6 | 5 | 1 | 17:9  | 14 |
| 2 | «Копра» Пьяченца  | 2:3 3:2 |         | 2:3 3:1 | 3:1 3:2 | 6 | 4 | 2 | 16:12 | 12 |
| 3 | «Кнак» Роселаре   | 1:3 2:3 | 3:2 1:3 |         | 3:1     | 6 | 3 | 3 | 13:13 | 9  |
| 4 | «Лугано» .        | 0:3 1:3 | 1:3 2:3 | 1:3     |         | 6 | 0 | 6 | 6:18  | 1  |

5.11: Лугано — Кнак 1:3 (25:22, 17:25, 22:25, 22:25).
5.11: Копра — Томис 2:3 (25616, 22:25, 25:27, 25:22, 12:15).
18.11: Кнак — Копра 3:2 (25:22, 22:25, 23:25, 26:24, 15:12).
20.11: Томис — Лугано 3:0 (25:19, 25:22, 25:18).
4.12: Томис — Кнак 3:1 (22:25, 25:14, 25:23, 25:20).
4.12: Копра — Лугано 3:1 (25:21, 25:17, 21:25, 25:16).
16.12: Кнак — Томис 2:3 (20:25, 25:20, 25:18, 24:26, 10:15).
17.12: Лугано — Копра 2:3 (18:25, 25:22, 25:22, 33:35, 13:15).
20.01: Копра — Кнак 3:1 (21:25, 25:18, 25:18, 25:20).
21.01: Лугано — Томис 1:3 (19:25, 16:25, 25:17, 20:25).
27.01: Томис — Копра 2:3 (18:25, 25:21, 23:25, 28:26, 16:18).
27.01: Кнак — Лугано 3:1 (25:18, 14:25, 25:19, 25:18).

### Группа В
| М | Команда                             | 1       | 2       | 3       | 4       | И | В | П | С/П  | О  |
| - | ----------------------------------- | ------- | ------- | ------- | ------- | - | - | - | ---- | -- |
| 1 | «Локомотив» Новосибирск             |         | 3:1 3:0 | 3:1 0:3 | 3:1 3:0 | 6 | 5 | 1 | 15:6 | 15 |
| 2 | «Ястшембски Венгель» Ястшембе-Здруй | 1:3 0:3 |         | 3:0     | 3:0 3:2 | 6 | 4 | 2 | 13:8 | 11 |
| 3 | «Теруэль» .                         | 1:3 3:0 | 0:3     |         | 2:3 3:0 | 6 | 2 | 4 | 9:12 | 7  |
| 4 | «Марек-Юнион» Дупница               | 1:3 0:3 | 0:3 2:3 | 3:2 0:3 |         | 6 | 1 | 5 | 6:17 | 3  |

5.11: Теруэль — Ястшембски Венгель 0:3 (20:25, 26:28, 20:25).
6.11: Марек-Юнион — Локомотив 1:3 (20:25, 27:25, 16:25, 20:25).
18.11: Ястшембски Венгель — Марек-Юнион 3:0 (25:13, 25:16, 25:15).
19.11: Локомотив — Теруэль 3:1 (25:21, 25:15, 23:25, 25:15).
3.12: Ястшембски Венгель — Локомотив 1:3 (25:23, 20:25, 20:25, 19:25).
4.12: Теруэль — Марек-Юнион 2:3 (18:25, 25:18, 25:22, 19:25, 14:16).
18.12: Локомотив — Ястшембски Венгель 3:0 (25:16, 25:23, 25:15).
18.12: Марек-Юнион — Теруэль 0:3 (21:25, 23:25, 23:25).
20.01: Теруэль — Локомотив 3:0 (29:27, 25:23, 26:24).
22.01: Марек-Юнион — Ястшембски Венгель 2:3 (18:25, 25:18, 25:22, 18:25, 7:15).
27.01: Локомотив — Марек-Юнион 3:0 (26:24, 25:18, 25:18).
27.01: Ястшембски Венгель — Теруэль 3:0 (25:14, 25:23, 25:22).

### Группа С
| М | Команда                   | 1       | 2       | 3       | 4       | И | В | П | С/П  | О  |
| - | ------------------------- | ------- | ------- | ------- | ------- | - | - | - | ---- | -- |
| 1 | «Ресовия» Жешув           |         | 0:3 3:2 | 3:0     | 3:0     | 6 | 5 | 1 | 15:5 | 14 |
| 2 | «Берлин Рециклинг» Берлин | 3:0 2:3 |         | 2:3 3:0 | 3:1 3:0 | 6 | 4 | 2 | 16:7 | 14 |
| 3 | «Будванска Ривьера» Будва | 0:3     | 3:2 0:3 |         | 3:1 1:3 | 6 | 2 | 4 | 7:15 | 5  |
| 4 | «АКХ Воллей» Любляна      | 0:3     | 1:3 0:3 | 1:3 3:1 |         | 6 | 1 | 5 | 5:16 | 3  |

4.11: Ресовия — Будванска Ривьера 3:0 (25:22, 25:15, 25:18).
6.11: Берлин Рециклинг — АКХ Воллей 3:1 (26:28, 25:19, 28:26, 25:16).
19.11: АКХ Воллей — Ресовия 0:3 (19:25, 23:25, 19:25).
20.11: Будванска Ривьера — Берлин Рециклинг 3:2 (25:22, 32:30, 16:25, 22:25, 15:12).
4.12: Ресовия — Берлин Рециклинг 0:3 (16:25, 22:25, 19:25).
4.12: Будванска Ривьера — АКХ Воллей 3:1 (25:19, 18:25, 25:20, 25:22).
17.12: АКХ Воллей — Будванска Ривьера 3:1 (18:25, 25:18, 25:17, 25:23).
18.12: Берлин Рециклинг— Ресовия 2:3 (19:25, 20:25, 25:21, 25:17, 10:15).
21.01: Ресовия — АКХ Воллей 3:0 (25:19, 25:12, 25:16).
21.01: Берлин Рециклинг — Будванска Ривьера 3:0 (25:23, 25:22, 25:16).
27.01: Будванска Ривьера — Ресовия 0:3 (23:25, 19:25, 21:25).
27.01: АКХ Воллей — Берлин Рециклинг 0:3 (17:25, 22:25, 19:25).

### Группа D
| М | Команда                 | 1   | 2       | 3       | 4       | И | В | П | С/П  | О  |
| - | ----------------------- | --- | ------- | ------- | ------- | - | - | - | ---- | -- |
| 1 | «Зенит» Казань          |     | 3:0     | 3:0     | 3:0     | 6 | 6 | 0 | 18:0 | 18 |
| 2 | «Фридрихсхафен» .       | 0:3 |         | 2:3 3:0 | 3:0     | 6 | 3 | 3 | 11:9 | 10 |
| 3 | «Посойильница» Блайбург | 0:3 | 3:2 0:3 |         | 1:3 3:1 | 6 | 2 | 4 | 7:15 | 5  |
| 4 | «Олимпиакос» Пирей      | 0:3 | 0:3     | 3:1 1:3 |         | 6 | 1 | 5 | 4:16 | 3  |

5.11: Зенит — Фридрихсхафен 3:0 (25:19, 25:18, 25:14).
5.11: Посойильница — Олимпиакос 1:3 (25:21, 25:27, 17:25, 23:25).
19.11: Олимпиакос — Зенит 0:3 (26:28, 19:25, 20:25).
19.11: Фридрихсхафен — Посойильница 2:3 (25:23, 25:17, 24:26, 24:26, 13:15).
3.12: Зенит — Посойильница 3:0 (25:20, 25:14, 25:15).
3.12: Фридрихсхафен — Олимпиакос 3:0 (25:19, 25:17, 25:18).
17.12: Посойильница — Зенит 0:3 (18:25, 23:25, 20:25).
18.12: Олимпиакос — Фридрихсхафен 0:3 (22:25, 23:25, 18:25).
21.01: Зенит — Олимпиакос 3:0 (25:20, 25:14, 25:19).
21.01: Посойильница — Фридрихсхафен 0:3 (19:25, 23:25, 15:25).
27.01: Олимпиакос — Посойильница 1:3 (18:25, 23:25, 25:18, 21:25).
27.01: Фридрихсхафен — Зенит 0:3 (21:25, 22:25, 22:25).

### Группа Е
| М | Команда              | 1       | 2       | 3       | 4       | И | В | П | С/П   | О  |
| - | -------------------- | ------- | ------- | ------- | ------- | - | - | - | ----- | -- |
| 1 | «Белогорье» Белгород |         | 3:1 3:0 | 3:1 1:3 | 3:0     | 6 | 5 | 1 | 16:5  | 15 |
| 2 | «Кучине-Лубе» Трея   | 1:3 0:3 |         | 2:3 3:0 | 3:0 3:1 | 6 | 3 | 3 | 12:10 | 10 |
| 3 | «Фенербахче» Стамбул | 1:3 3:1 | 3:2 0:3 |         | 3:2 1:3 | 6 | 3 | 3 | 11:14 | 7  |
| 4 | «Пари Воллей» Париж  | 0:3     | 0:3 1:3 | 2:3 3:1 |         | 6 | 1 | 5 | 6:16  | 4  |

5.11: Фенербахче — Кучине-Лубе 3:2 (25:21, 28:30, 21:25, 25:23, 15:9).
6.11: Пари Воллей — Белогорье 0:3 (18:25, 14:25, 22:25).
18.11: Белогорье — Фенербахче 3:1 (25:18, 25:16, 22:25, 25:19).
20.11: Кучине-Лубе — Пари Воллей 3:0 (25:22, 25:19, 25:20).
3.12: Фенербахче — Пари Воллей 3:2 (23:25, 23:25, 25:22, 25:22, 16:14).
3.12: Кучине-Лубе — Белогорье 1:3 (25:22, 23:25, 19:25, 23:25).
17.12: Белогорье — Кучине-Лубе 3:0 (25:22, 25:22, 25:19).
17.12: Пари Воллей — Фенербахче 3:1 (25:18, 25:23, 23:25, 25:20).
20.01: Фенербахче — Белогорье 3:1 (25:21, 22:25, 25:23, 25:19).
20.01: Пари Воллей — Кучине-Лубе 1:3 (18:25, 21:25, 25:23, 20:25).
27.01: Белогорье — Пари Воллей 3:0 (25:19, 25:18, 25:20).
27.01: Кучине-Лубе — Фенербахче 3:0 (25:14, 25:15, 25:21).

### Группа F
| М | Команда                     | 1       | 2       | 3       | 4       | И | В | П | С/П   | О  |
| - | --------------------------- | ------- | ------- | ------- | ------- | - | - | - | ----- | -- |
| 1 | «Скра» Белхатув             |         | 3:0 3:1 | 3:0     | 3:1 3:0 | 6 | 6 | 0 | 18:1  | 18 |
| 2 | «Прекура» Антверпен         | 0:3 1:3 |         | 3:1 1:3 | 3:0     | 6 | 3 | 3 | 11:10 | 9  |
| 3 | «Хипо Тироль» Инсбрук       | 0:3     | 1:3 3:1 |         | 3:0 1:3 | 6 | 2 | 4 | 8:13  | 6  |
| 4 | «Йихострой» Ческе-Будеёвице | 1:3 0:3 | 0:3     | 0:3 3:1 |         | 6 | 1 | 5 | 4:16  | 3  |

5.11: Йихострой — Скра 1:3 (20:25, 25:22, 17:25, 19:25).
5.11: Прекура — Хипо Тироль 3:1 (22:25, 25:15, 29:27, 25:23).
19.11: Скра — Прекура 3:0 (25:17, 25:18, 25:17).
19.11: Хипо Тироль — Йихострой 3:0 (25:22, 25:19, 25:14).
2.12: Хипо Тироль — Скра 0:3 (21:25, 27:29, 24:26).
4.12: Прекура — Йихострой 3:0 (25:20, 25:14, 25:16).
17.12: Скра — Хипо Тироль 3:0 (25:22, 25:23, 25:23).
17.12: Йихострой — Прекура 0:3 (23:25, 23:25, 17:25).
21.01: Йихострой — Хипо Тироль 3:1 (25622, 25:23, 21:25, 25:23).
21.01: Прекура — Скра 1:3 (25:22, 14:25, 20:25, 19:25).
27.01: Скра — Йихострой 3:0 (25:17, 25:13, 26:24).
27.01: Хипо Тироль — Прекура 3:1 (31:29, 25:23, 22:25, 25:20).

### Группа G
| М | Команда           | 1       | 2       | 3       | 4       | И | В | П | С/П  | О  |
| - | ----------------- | ------- | ------- | ------- | ------- | - | - | - | ---- | -- |
| 1 | «Умбрия» Перуджа  |         | 3:1 1:3 | 3:2 3:0 | 3:0     | 6 | 5 | 1 | 16:6 | 14 |
| 2 | «Халкбанк» Анкара | 1:3 3:1 |         | 3:1     | 3:1 3:2 | 6 | 5 | 1 | 16:9 | 14 |
| 3 | «Тур» .           | 2:3 0:3 | 1:3     |         | 2:3 3:0 | 6 | 1 | 5 | 9:15 | 5  |
| 4 | «Нолико» Маасейк  | 0:3     | 1:3 2:3 | 3:2 0:3 |         | 6 | 1 | 5 | 6:17 | 3  |

4.11: Нолико — Тур 3:2 (22:25, 22:25, 25:20, 25:17, 16:14).
6.11: Умбрия — Халкбанк 3:1 (25:23, 23:25, 25:23, 30:28).
19.11: Халкбанк — Нолико 3:1 (25:17, 21:25, 25:15, 25:23).
19.11: Тур — Умбрия 2:3 (28:26, 25:27, 25:23, 26:28, 11:15).
2.12: Нолико — Умбрия 0:3 (22:25, 15:25, 18:25).
3.12: Тур — Халкбанк 1:3 (22:25, 26:24, 20:25, 17:25).
17.12: Халкбанк — Тур 3:1 (23:25, 28:26, 25:19, 25:12).
17.12: Умбрия — Нолико 3:0 (25:19, 25:20, 25:20).
20.01: Нолико — Халкбанк 2:3 (25:21, 23:25, 25:23, 30:32, 9:15).
22.01: Умбрия — Тур 3:0 (25:19, 25:23, 25:20).
27.01: Халкбанк — Умбрия 3:1 (25:17, 19:25, 25:19, 25:18).
27.01: Тур — Нолико 3:0 (25:15, 26:24, 25:20).

### Итоги
По итогам предварительного этапа в 1-й раунд плей-офф вышли победители групп («Томис», «Локомотив», «Ресовия», «Зенит», «Белогорье», «Скра», «Умбрия») и 6 из 7 команд, занявшие в группах вторые места («Копра», «Ястшембски Венгель», «Берлин Рециклинг», «Фридрихсхафен», «Кучине-Лубе», «Халкбанк»). Из числа прошедших предварительную стадию выбран хозяин финального этапа, которым стал германский «Берлин Рециклинг», получивший прямой допуск в финал четырёх.

## Плей-офф

### 1/8-финала
10—12 февраля/ 17—19 февраля 2015.
 «Фридрихсхафен» —  «Ресовия» (Жешув)
11 февраля. 2:3 (25:19, 24:26, 25:20, 17:25, 15:17).
18 февраля. 1:3 (18:25, 16:25, 25:22, 17:25).
 «Томис» (Констанца) —  «Локомотив» (Новосибирск)
11 февраля. 0:3 (21:25, 15:25, 20:25).
18 февраля. 0:3 (13:25, 12:25, 21:25).
 «Ястшембски Венгель» (Ястшембе-Здруй) —  «Умбрия» (Перуджа)
12 февраля. 2:3 (25:18, 21:25, 25:27, 26:24, 11:15).
18 февраля. 0:3 (18:25, 22:25, 17:25).
 «Кучине-Лубе» (Трея) —  «Скра» (Белхатув)
11 февраля. 0:3 (22:25, 19:25, 13:25).
19 февраля. 1:3 (24:26, 25:19, 22:25, 21:25).
 «Копра» (Пьяченца) —  «Зенит» (Казань)
12 февраля. 0:3 (22:25, 22:25, 19:25).
19 февраля. 2:3 (13:25, 26:24, 14:25, 32:30, 10:15).
 «Халкбанк» (Анкара) —  «Белогорье» (Белгород)
10 февраля. 3:1 (25:20, 20:25, 26:24, 28:26).
17 февраля. 1:3 (25:14, 17:25, 16:25, 22:25). Дополнительный сет 15:11.

### Четвертьфинал
4 марта/ 11 марта 2015.
 «Локомотив» (Новосибирск) —  «Ресовия» (Жешув)
4 марта. 1:3 (25:20, 21:25, 27:29, 17:25).
11 марта. 3:2 (25:20, 19:25, 22:25, 25:19, 17:15).
 «Умбрия» (Перуджа) —  «Скра» (Белхатув)
4 марта. 3:2 (25:17, 20:25, 25:23, 23:25, 16:14).
11 марта. 1:3 (25:16, 22:25, 23:25, 18:25).
 «Зенит» (Казань) —  «Халкбанк» (Анкара)
4 марта. 3:0 (25:19, 25:18, 25:17).
11 марта. 2:3 (23:25, 25:17, 18:25, 25:23, 14:16).

## Финал четырёх
28—29 марта 2015.  Берлин. 
Участники:
 «Берлин Рециклинг» (Берлин) 

 «Зенит» (Казань) 

 «Скра» (Белхатув) 

 «Ресовия» (Жешув)

### Полуфинал
| «Зенит»   | 3:1 | «Берлин Рециклинг» | 26:24, 21:25, 25:22, 25:15 | 28 марта. |
| «Ресовия» | 3:0 | «Скра»             | 25:23, 25:23, 25:22        | 28 марта. |

### Матч за 3-е место
| «Берлин Рециклинг» | 3:2 | «Скра» | 25:21, 19:25, 25:20, 26:28, 23:21 | 29 марта. |

### Финал
| 29 марта 2015 | \| «Зенит» (Казань) \| 3:0 cev.lu \| «Ресовия» (Жешув) \| \| Вильфредо Леон (18) Андрей Ащев (5) Максим Михайлов (13) Евгений Сивожелез (1) Николай Апаликов (5) Игорь Кобзарь (2) Теодор Салпаров (л) Мэттью Джон Андерсон (13) Виктор Полетаев Мир Саид Маруф Лакрани \| Голы \| Николай Пенчев (3) Рассел Холмс (4) Йохан Шопс (13) Марко Ивович (5) Пётр Новаковский (9) Фабиан Джизга (2) Кшиштоф Игначак (л) Михал Зурек (л) Давид Конарский Рафал Бушек (4) Пол Лотман (1) \| | Берлин Спорткомплекс имени Макса Шмелинга 9350 зрителей |
| Счёт по партиям — 25:22, 25:23, 25:21. Время матча — 1 час 27 минут. Судьи: Юрай Мокрый, Фабрис Колладо.                                                                                                   | | |
| «Зенит» (Казань) | 3:0 cev.lu | «Ресовия» (Жешув) |
| Вильфредо Леон (18) Андрей Ащев (5) Максим Михайлов (13) Евгений Сивожелез (1) Николай Апаликов (5) Игорь Кобзарь (2) Теодор Салпаров (л) Мэттью Джон Андерсон (13) Виктор Полетаев Мир Саид Маруф Лакрани | Голы | Николай Пенчев (3) Рассел Холмс (4) Йохан Шопс (13) Марко Ивович (5) Пётр Новаковский (9) Фабиан Джизга (2) Кшиштоф Игначак (л) Михал Зурек (л) Давид Конарский Рафал Бушек (4) Пол Лотман (1) |

### Итоги

#### Положение команд
| «Зенит» (Казань)            |
| «Ресовия» (Жешув)           |
| «Берлин Рециклинг» (Берлин) |
| 4. «Скра» (Белхатув)        |

#### Призёры
«Зенит» (Казань): Мэттью Джон Андерсон, Николай Апаликов, Иван Демаков, Евгений Сивожелез, Теодор Салпаров, Мир Саид Маруф-Лакрани, Вильфредо Леон Венеро, Андрей Ащев, Виктор Полетаев, Игорь Кобзарь, Александр Гуцалюк, Алексей Спиридонов, Владислав Бабичев, Максим Михайлов. Главный тренер — Владимир Алекно.
  «Ресовия» (Жешув): Пол Лотман, Михал Зурек, Пётр Новаковский, Лукаш Тихачек, Давид Конарский, Марко Ивович, Йохан Шопс, Фабьян Джизга, Лукаш Перловский, Рафал Бушек, Рассел Холмс, Кшиштоф Игначак, Николай Пенчев, Давид Дрыя. Главный тренер — Анджей Коваль.
  «Берлин Рециклинг» (Берлин): Скотт Тузински, Эрик Шоджи, Роберт Кромм, Александр Спировски, Феликс Фишер, Кавика Шоджи, Себастьян Кюнер, Мартин Криштоф, Пол Кэрролл, Томаш Кмет, Кристиан Дюннес, Йоханнес (Роб) Бонтье, Франческо де Марки. Главный тренер — Марк Лебедев.

#### Индивидуальные призы
| - MVP Вильфредо Леон («Зенит») - Лучший связующий Фабьян Джизга («Ресовия») - Лучшие центральные блокирующие Пётр Новаковский («Ресовия») Роб Бонтье («Берлин Рециклинг») - Лучший диагональный нападающий Максим Михайлов («Зенит») | - Лучшие нападающие-доигровщики Вильфредо Леон («Зенит») Факундо Конте («Скра») - Лучший либеро Теодор Салпаров («Зенит») - Fair Play Скотт Тузински («Берлин Рециклинг») |